# HMS Orion (A201)
HMS Orion (A201) är ett svenskt signalspaningsfartyg som gjorde sin jungfruresa 1984. Orion känns igen på den stora radomen (miljökammaren) som skyddar den antennutrustning som placeras högst upp på fartyget. Orion tillhör första ubåtsflottiljen och bedriver, tillsammans med personal från Försvarets radioanstalt (FRA), underrättelseinhämtning för att uppfatta och dokumentera eventuella hot mot Sveriges säkerhet.

## Tjänstehistoria
Orions skrov är i grunden detsamma som Fiskeriverkets U/F Argos. Hon byggdes med omfattande stöd från USA:s National Security Agency (NSA) och sjösattes 1984. Samma år deltog Orion i ubåtsjakten vid Karlskrona då hon (tillsammans med magnetslingorna vid Kungsholmen) via sin sonar uppfattat ett markant eko vid angöringen till Karlskrona.[källa behövs]
I november 1985 kolliderade Orion med en sovjetisk korvett av Nanuchka-klass i närheten av en sovjetisk marinövning i Danzigbukten.
År 1998 blev fartyget utsatt för ett falskt bombhot, vilket ledde till stora rubriker.
Den 17 maj 2009 skickade Orion sin räddningsbåt in på ryskt territorialvatten utanför Kaliningrad, och räddade livet på två ryska fritidsfiskare.

## Personal
Det är marinen som driver Orion medan signalspaningen ombord sköts av personal från Försvarets radioanstalt (FRA). Besättningen består av GSS och officerare ur flottan samt personal från FRA. Sjömännen är ubåtsjaktsmatroser, signalmatroser, kockar, elmekaniker, motormekaniker, systemtekniker samt ledsystemoperatörer.

## Ersättare
Huvudartikel: HMS Artemis
År 2017 beställde Försvarets materielverk en ersättare till HMS Orion av Saab Kockums AB, HMS Artemis. Skrovet har byggts av Nauta Shipyard i Gdynia i Polen och sjösattes 2019. Fartyget togs i tjänst under år 2022 efter att ha färdigställts i Karlskrona. Hon var dock ursprungligen planerad att tas i drift redan 2020 men försenades och togs i drift under hösten 2023.